# Acer integerrimum
Acer integerrimum é uma espécie de árvore do gênero Acer, pertencente à família Aceraceae.